# St. Veit im Innkreis
St. Veit im Innkreis là một đô thị ở huyện Braunau bang Oberösterreich, nước Áo. Đô thị này có diện tích 5 km², dân số thời điểm ngày 31 tháng 12 năm 2005 là 381 người.